# Монастырец (Грабовецко-Дулибская сельская община)
Монастырец (укр. Монастирець) — село в Грабовецко-Дулибской сельской общине Стрыйского района Львовской области Украины.
Население - 298 человек. Население по переписи 2001 года составляло 411 человек. Занимает площадь 12,94 км². Почтовый индекс — 82453. Телефонный код — 3245.